# Le Roy (Iowa)
Pour les articles homonymes, voir Le Roy.
Le Roy est une ville du comté de Decatur, en Iowa, aux États-Unis. Elle est incorporée le 6 mai 1904. 

## Source de la traduction
- (en) Cet article est partiellement ou en totalité issu de l’article de Wikipédia en anglais intitulé « Le Roy, Iowa » (voir la liste des auteurs).